# Bisdom Pitigliano-Sovana-Orbetello
Het bisdom Pitigliano-Sovana-Orbetello (Latijn: Dioecesis Pitilianensis-Soanensis-Urbetelliensis; Italiaans: Diocesi di Pitigliano-Sovana-Orbetello) is een in Italië gelegen rooms-katholiek bisdom met zetel in de stad Pitigliano in de regio Toscane. Het bisdom behoort tot de kerkprovincie Siena-Colle di Val d’Elsa-Montalcino en is suffragaan aan het aartsbisdom Siena-Colle di Val d’Elsa-Montalcino.

## Geschiedenis
Het bisdom Sovana werd in de 7e eeuw opgericht. Op 23 april 1459 werd het suffragaan aan het bisdom Siena. In 1844 werd de naam van het bisdom gewijzigd naar Sovana-Pitigliano. Het bisdom Sovana-Pitigliano werd op 25 maart 1981 hernoemd naar Sovana-Pitigliano-Orbetello, waarna het op 30 september 1986 werd hernoemd naar het huidige Pitigliano-Sovana-Orbetello.

## Bisschoppen van Pitigliano-Sovana-Orbetello
- 680: Mauritius
- 13 juli 1996 - 13 februari 2010: Mario Meini
- 25 juni 2010 - 10 januari 2015: Guglielmo Borghetti
- 1 oktober 2015 - heden: Giovanni Roncari

## Galerij

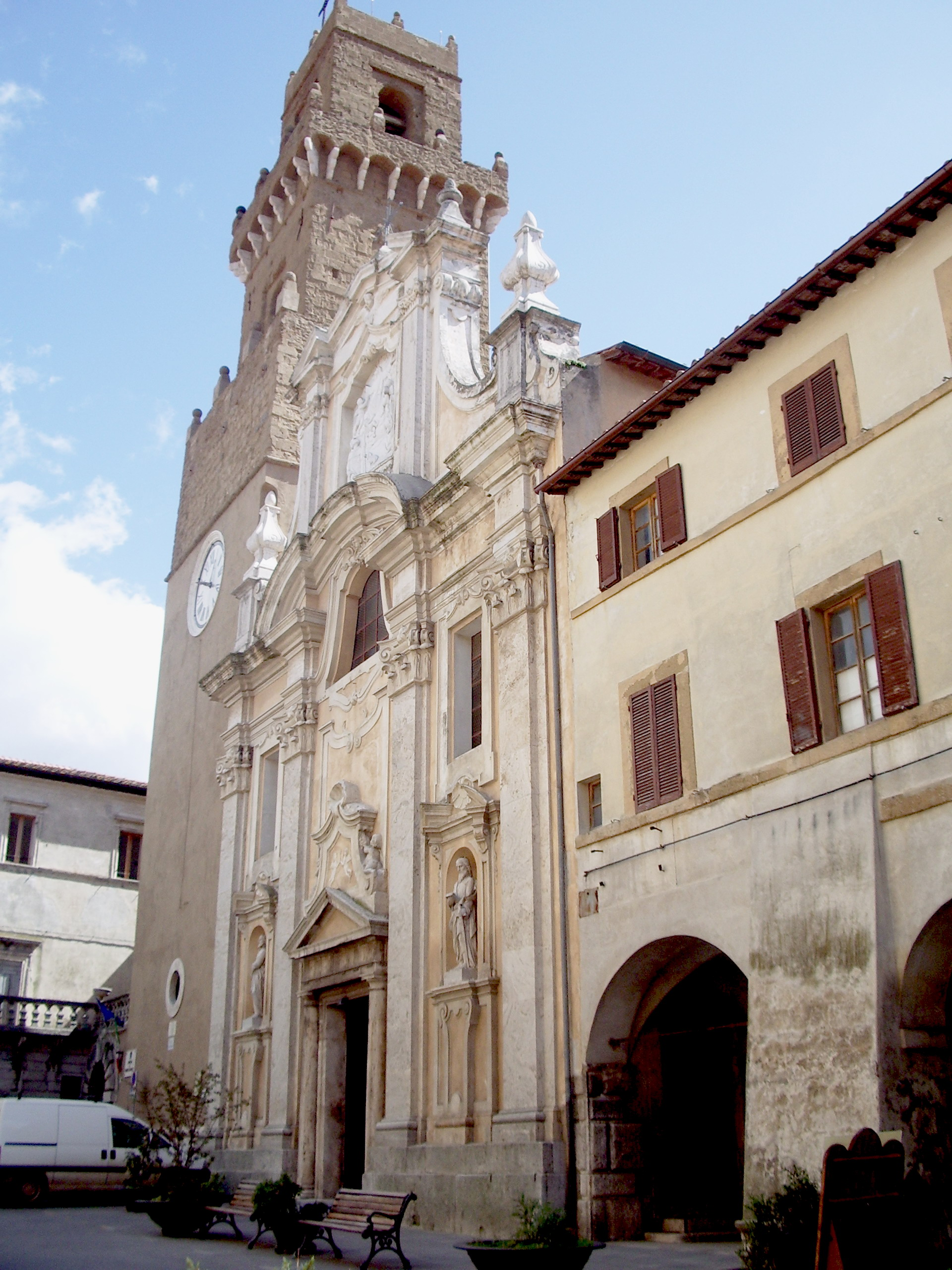
Kathedraal van Pitigliano
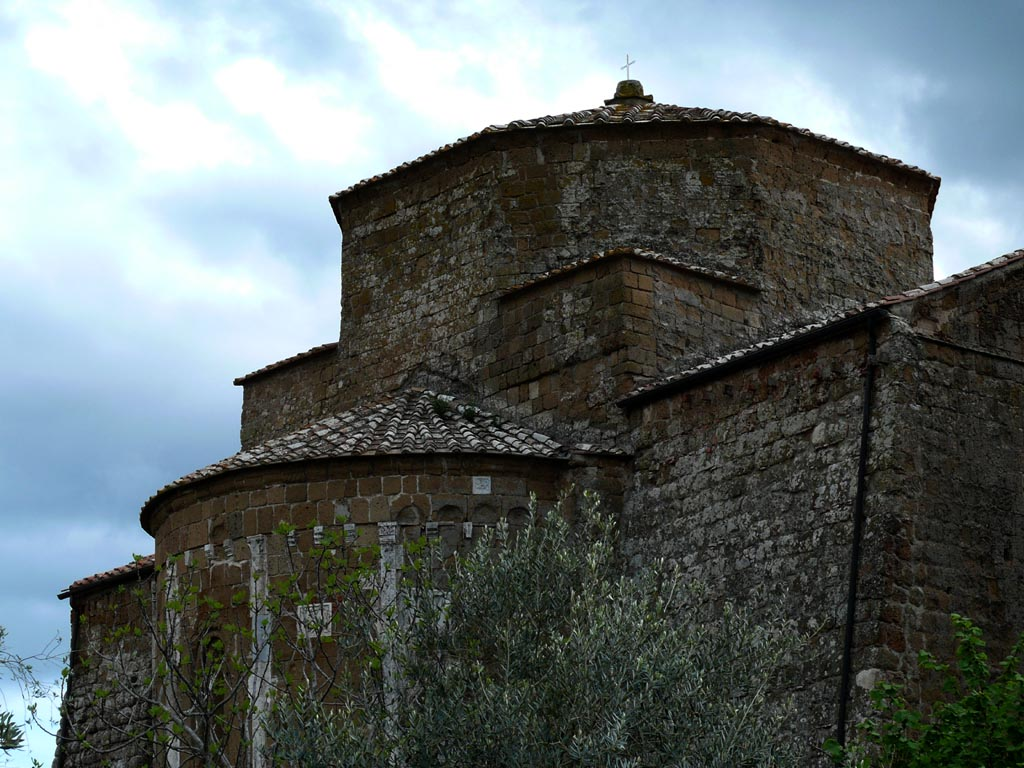
Co-kathedraal van Sovana
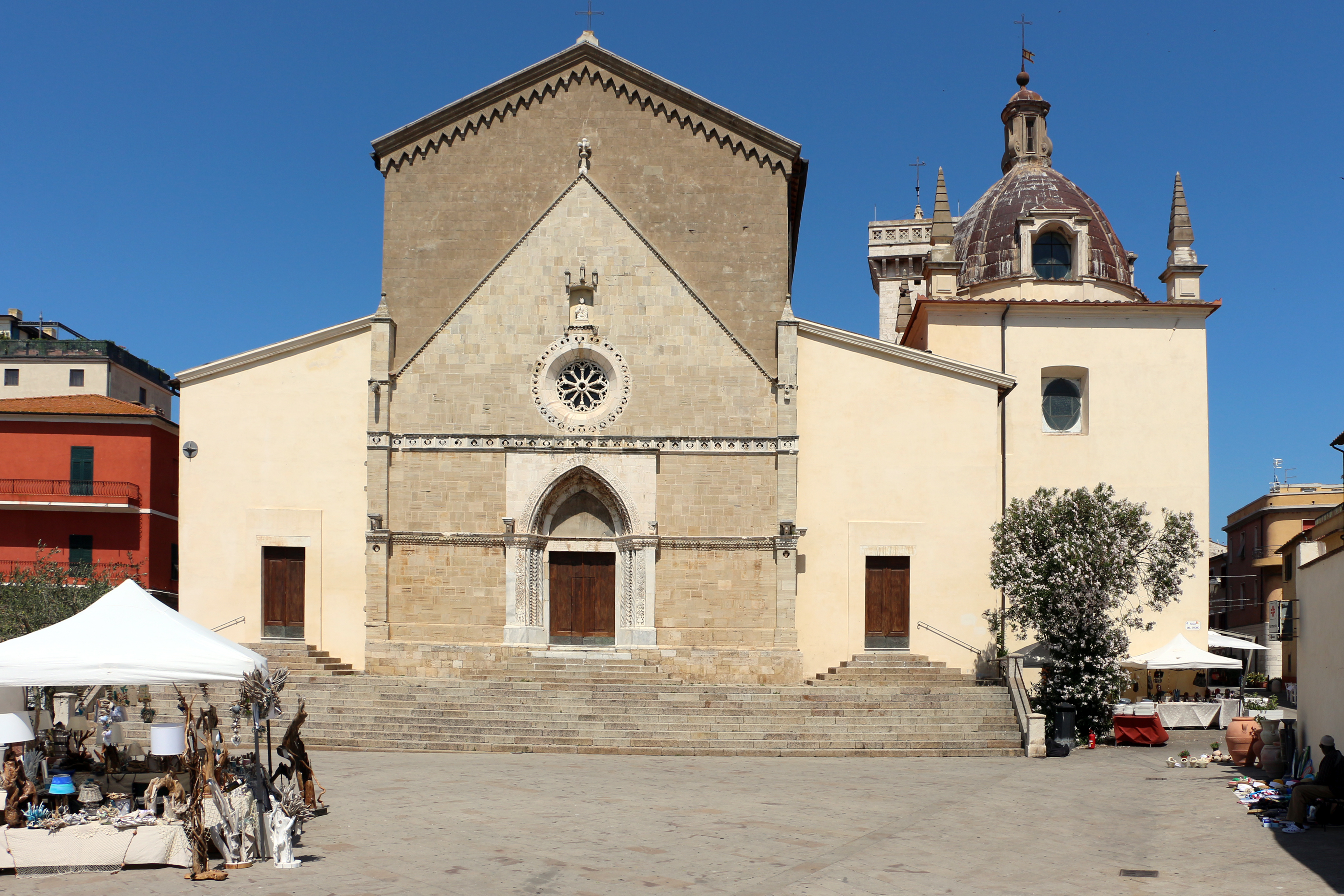
Co-kathedraal van Orbetello